# Пасс-Крисчиан (Міссісіпі)
Пасс-Крисчиан (англ. Pass Christian) — місто (англ. city) в США, в окрузі Гаррісон штату Міссісіпі. Населення — 5686 осіб (2020).

## Географія
Пасс-Крисчиан розташований за координатами 30°19′6″ пн. ш. 89°14′19″ зх. д. / 30.31833° пн. ш. 89.23861° зх. д. (30.318232, -89.238494).  За даними Бюро перепису населення США в 2010 році місто мало площу 39,61 км², з яких 21,48 км² — суходіл та 18,12 км² — водойми.

## Демографія
Згідно з переписом 2010 року, у місті мешкало 4613 осіб у 1863 домогосподарствах у складі 1281 родини. Густота населення становила 116 осіб/км².  Було 2494 помешкання (63/км²).
Расовий склад населення:
| - 64,3 % — білих - 27,9 % — чорних або афроамериканців - 3,9 % — азіатів - 0,4 % — корінних американців - 1,3 % — осіб інших рас |

До двох чи більше рас належало 2,2 %. Частка іспаномовних становила 3,0 % від усіх жителів.
За віковим діапазоном населення розподілялося таким чином: 22,9 % — особи молодші 18 років, 58,5 % — особи у віці 18—64 років, 18,6 % — особи у віці 65 років та старші. Медіана віку мешканця становила 44,8 року. На 100 осіб жіночої статі у місті припадало 91,2 чоловіків;  на 100 жінок у віці від 18 років та старших — 87,5 чоловіків також старших 18 років.
Середній дохід на одне домашнє господарство  становив 66 554 долари США (медіана — 46 992), а середній дохід на одну сім'ю — 75 066 доларів (медіана — 55 321). Медіана доходів становила 39 464 долари для чоловіків та 37 093 долари для жінок. За межею бідності перебувало 18,9 % осіб, у тому числі 37,2 % дітей у віці до 18 років та 7,4 % осіб у віці 65 років та старших.
Цивільне працевлаштоване населення становило 1916 осіб. Основні галузі зайнятості: освіта, охорона здоров'я та соціальна допомога — 25,6 %, мистецтво, розваги та відпочинок — 14,8 %, будівництво — 8,7 %, роздрібна торгівля — 8,6 %.